# SYTRAL Mobilités
SYTRAL Mobilités est l'autorité organisatrice de transports de la métropole de Lyon et de la quasi-totalité du territoire du département du Rhône. Ses membres sont la métropole de Lyon, la Région Auvergne-Rhône-Alpes, les communautés d’agglomération Villefranche Beaujolais Saône et de l'Ouest rhodanien, ainsi que l’ensemble des communautés de communes du Rhône. Le périmètre de l'établissement public inclut en outre la commune de Jassans-Riottier (Ain), les communes de Châtelus, Chevières, Grammond, Maringes, Saint-Denis-sur-Coise, Viricelles et Virigneux (Loire), mais n'inclut cependant pas la région de Condrieu (qui fait partie de Vienne Condrieu Agglomération et dépend de cette collectivité pour l'organisation des transports). L'autorité couvre un territoire de 262 communes comptant 1,8 million d'habitants.
SYTRAL Mobilités est la seconde autorité organisatrice de la mobilité (AOM) de France, derrière Île-de-France Mobilités au travers des réseaux TCL, Libellule, ainsi que du service de transport à la demande pour personnes à mobilité réduite Optibus. SYTRAL Mobilités est aussi autorité organisatrice de transports non urbains (AOT) au travers du réseau des cars du Rhône et de la liaison Rhônexpress,.

## Historique

### Le STCRL
À la suite des difficultés financières de la compagnie Omnibus et tramways de Lyon (OTL), le matériel et les installations fixes de cette dernière sont cédés le 25 février 1942 au syndicat des transports en commun de la région lyonnaise (STCRL) (avec effet rétroactif au 1er janvier 1941). Ce dernier, placé sous la tutelle de l'État, est présidé par le préfet du Rhône et son comité syndical est constitué de trois représentants de la ville de Lyon et de trois du département du Rhône. L'OTL devient alors la société fermière exploitante du réseau pour une durée de 25 ans.
Ce syndicat, crée à l'initiative de l'État, est remplacé en 1966  à la fin de la période de 25 années par un autre syndicat reprenant le même nom et créé par un arrêté ministériel.  
Il est formé entre le département du Rhône et la ville de Lyon un syndicat mixte pour l'exploitation du réseau de transport en commun de la région lyonnaise  
La durée du syndicat est fixée à 25 ans ».
Le 6 juillet 1971 après redéfinition du périmètre des transports en commun, le STCRL devient l'autorité organisatrice à l'intérieur du périmètre de la Communauté urbaine de Lyon (COURLY), crée en 1969, ce dernier remplace la ville de Lyon au sein du STCRL l'année suivante, dont les services de l'État perçoivent les ressources, les attribuent aux entreprises exploitantes et définissent la politique des transports urbains en raison de sa présidence par le préfet,.
Le 1er janvier 1974, le monopole de la desserte des communes de la COURLY est attribué au STCRL par arrêté ministériel et les lignes des Cars Lafond (TUL) sont rachetées et leur exploitation est confiée à la société TCL (renommée SLTC en 1976), suivie le 2 mai 1974 des lignes des cars Philippe desservant Saint-Priest.
À la suite des lois de décentralisation no 82-213 du 2 mars 1982 dite Defferre, d'orientation des transports intérieurs no 82-1153 du 30 décembre 1982 dite Loti et l'arrêté préfectoral du 11 juillet 1983 portant approbation de nouveaux statuts de syndicat
des transports en commun de la région lyonnaise, le préfet du Rhône n'est plus l'exécutif du département et se retire du STCRL, les 18 membres du comité représentant à parité la COURLY et le département du Rhône élisent leur président, le premier étant le Dr Frédéric Dugoujon, ancien maire de Caluire-et-Cuire et élu au STCRL depuis 1954.
En 1984, le STCRL se dote d’une structure autonome, composée de 16 agents, chargée de proposer des orientations et d’analyser et de suivre la mise en œuvre des décisions du comité.

### Le SYTRAL

#### Organisateur des transports lyonnais
Le 9 octobre 1985, le STCRL devient officiellement le Syndicat mixte des transports pour le Rhône et l'agglomération lyonnaise (SYTRAL). Il est créé pour une durée illimitée,. À sa création le comité syndical du SYTRAL, évolution de la structure autonome du STCRL, était composé de 8 membres de la COURLY et de 6 membres du conseil général du Rhône,,.
Pendant quelques années (jusqu'à la décentralisation et la loi MOP votée en 1985), le STCRL puis le SYTRAL sont restés des petites structures. En effet, les études étaient réalisées par la DDE ou encore la société d'études du métro de l'agglomération lyonnaise (SEMALY), société d'économie mixte privatisée en 1994 et que le SYTRAL a supplanté en se développant, et devenue en 2007 Egis Rail, créée à l'occasion de la réalisation du métro lyonnais. 
Enfin, concernant l'exploitation du réseau, elle est assurée par un délégataire de service public, la SLTC, une entreprise héritière de la compagnie des Omnibus et tramways lyonnais (OTL), et qui est devenue « Keolis Lyon » en 2005. Le SYTRAL et son délégataire sont particulièrement intégrés (par exemple, les locaux sont dans le même immeuble). 
Cependant, cette loi a imposé une clarification des relations entre les collectivités et leurs délégataires. L'obligation de faire jouer la concurrence par le biais d'appels d'offres a nécessité la création de nombreux postes. De même, la décentralisation a permis une reprise en main par les élus locaux. Par ailleurs, le poids des transports à travers la question de la congestion et des pollutions s'est considérablement accru. Ces différents critères ont amené le SYTRAL vers un effectif de plus de 80 postes en 2010.
Initialement, la communauté urbaine, et le conseil général étaient membres à égalité du SYTRAL. Cependant, en 2003, une modification des statuts du syndicat modifient la répartition du financement. La communauté urbaine contribue à hauteur de 108,9 millions d'euros et une garantie des emprunts de 65 %. Le conseil général contribue désormais à hauteur de 15,2 millions d'euros et possède les 35 % des garanties d'emprunts restantes. La parité au comité syndical, composé de 26 membres, est abandonnée : la communauté urbaine dispose de 16 sièges tandis que le conseil général dispose de 10 sièges.

#### Évolutions du périmètre
Le 1er janvier 2007, et à la suite de l'entrée des communes de Givors et Grigny dans la communauté urbaine de Lyon, le SYTRAL absorbe le Syndicat mixte des transports urbains de l'agglomération givordine (SYTUAG) et étend pour la première fois son périmètre de transport urbain qui passe de 55 à 57 communes. Le 1er janvier 2011, c'est au tour de Lissieu d'intégrer la communauté urbaine de Lyon et le SYTRAL, portant le périmètre à 58 communes.
Depuis sa création, le périmètre de transport urbain (PTU) du SYTRAL était exactement celui de la communauté urbaine de Lyon, mais en raison de l'existence d'accords spécifiques historiques et remontant au temps du STCRL ou récents avec sept autres communes limitrophes, le SYTRAL étendait ses compétences et services au-delà de son périmètre,. 
Au 1er janvier 2011, le réseau desservait les 65 communes suivantes :
- les 58 communes de la communauté urbaine de Lyon,
- les communes de Brindas, Grézieu-la-Varenne, Vaugneray, Pollionnay et Sainte-Consorce (de la communauté de communes des Vallons du Lyonnais),
- la commune de Genas (de la communauté de communes de l'Est lyonnais),
- la commune de Chasselay (de la communauté de communes des Monts d'Or Azergues).

Dans son rapport du 23 mars 2011, la chambre régionale des comptes s'interrogeait sur la présence du Conseil général du Rhône dans le SYTRAL alors que « les limites du périmètre de transport urbain lyonnais se confondent avec celles de la Courly » et que, en désignant les sept communes non-membres, « la contribution de ces communes ne compense pas le surcoût lié à leur desserte, intégrée dans la participation statutaire du conseil général au Sytral » et précise que ces communes non-adhérentes représentent « un manque à gagner de l’ordre de plusieurs millions d’euros ». Georges Barriol, vice-président du SYTRAL, pointe quant à lui que « les communes versent ensemble moins de 100 000 euros par an, alors que deux lignes du seul canton de Vaugneray représentent un coût d’exploitation de 600 000 euros par an ». À la suite de ce rapport, le département menaça de quitter le SYTRAL, ce qui l'aurait alors condamné, la communauté urbaine se retrouvant alors seule membre reprendrait alors ses compétences en matière de transports, sauf si de nouvelles communes adhéraient au syndicat. 
Par la suite, plusieurs communes ont intégré le syndicat, ce qui assurera sa survie :
- Brindas (déjà desservie à la suite d'un accord spécifique), Chaponost, Messimy, et Thurins, demande validée par le comité syndical du 5 avril 2012[11] ;
- Grézieu-la-Varenne (déjà desservie à la suite d'un accord spécifique), demande validée par le comité syndical du 20 septembre 2012 après un souhait à l'été 2012[12] ;

Ces adhésions se font à compter du 1er janvier 2013, par arrêté préfectoral du 27 septembre 2012, sauf pour Grézieu-la-Varenne où l'adhésion se fait à compter du 1er mars 2013, par arrêté préfectoral du 17 janvier 2013,. 
La commune de Sainte-Consorce (déjà desservie à la suite d'un accord spécifique), intègre à son tour le SYTRAL le 1er juillet 2013, par arrêté préfectoral du 18 juin 2013,.
Au 1er juillet 2013, le SYTRAL dessert au total 68 communes, dont 64 adhérentes au PTU.
Cependant, à compter du 8 juillet 2013, les communes desservies par le réseau TCL à la suite des accords spécifiques et qui n'ont pas intégré le SYTRAL et son PTU, c'est-à-dire Chasselay, Genas, Pollionnay et Vaugneray ont perdu cette desserte à l'exception de Chasselay, qui a alors été remplacée par des lignes gérées par le Syndicat mixte des transports du Rhône. 
Au 8 juillet 2013, le SYTRAL dessert au total 65 communes, toutes adhérentes, à l'exception de Chasselay.
Le 1er juin 2014, la commune de Quincieux rejoint la communauté urbaine de Lyon et donc le PTU du SYTRAL avec une desserte effective au 1er septembre 2014. Le réseau dessert au total 66 communes.
Dans le Plan de mandat de la communauté urbaine de Lyon de 2002, il est exprimé le souhait que la communauté de communes de l'Est lyonnais intègre le Grand Lyon et donc le SYTRAL, tandis qu'à l'ouest, deux communautés de communes sont également en négociation avec le SYTRAL : la Communauté de communes des Vallons du Lyonnais, en négociation depuis 2005, et la Communauté de communes de la Vallée du Garon. L'intérêt de l'adhésion de ces deux dernières communautés de communes au SYTRAL repose sur les capacités du SYTRAL à améliorer le service actuel pour les communes déjà adhérentes, voire à créer une nouvelle offre pour les communes non-membres, en particulier pour la CCVG qui est un lieu de passage important et donc, historiquement, un territoire assez desservi par les transports en commun. La périurbanisation en œuvre dans le secteur depuis les années 1970 entraîne la saturation des infrastructures routières pourtant élargies et multipliées. Une des solutions pour éviter la paralysie est le développement des transports collectifs. Pour le SYTRAL, l'intérêt serait de desservir des territoires qui sont fortement ancrés dans l'aire urbaine lyonnaise,. Concernant la CCEL, Jean-Pierre Jourdain, maire de Saint-Bonnet-de-Mure, président de la CCEL et 3e vice-président du SEPAL, en présence de Bernard Rivalta, a fait voter à l'unanimité une nouvelle compétence transports afin d'organiser un maillage entre le territoire de la CCEL et la communauté urbaine de Lyon. Une commission transports a été créée pour l'occasion et le SYTRAL chargé de réaliser une étude afin d'évaluer les besoins des transports sur le territoire de la CCEL dans le but créer de nouvelles lignes TCL à tarification unique.
Par ailleurs, Bernard Rivalta, président du SYTRAL à l'époque, a confirmé en septembre 2008 le souhait d'élargir le périmètre de compétence du SYTRAL. Le secteur serait étendu aux territoires limitrophes de la plaine de l'Ain, du Nord Isère et de la Loire avec la prolongation des lignes TCL hors du Grand Lyon et la participation financière des nouveaux territoires.
Les négociations n'ont pas abouti en 2010. Il semblerait que les réformes territoriales annoncées les aient ralenties. Cependant le journal Le Progrès annonce le 14 février 2010 que les élus de la CCEL ont fait le choix de l'intégration au SYTRAL. Les négociations pour la CCVG sont toutefois bien moins avancées que pour la CCVL et il n'y a pas de certitude quant à leur aboutissement.
L'extension du périmètre du SYTRAL au 1er janvier 2015 règle la problématique de l'adhésion des trois communautés de communes rhodaniennes précédemment citées, le SYTRAL étendu au département du Rhône couvrant désormais l'ensemble des périmètres de ces intercommunalités.

#### Un syndicat, trois réseaux, deux services
En janvier 2014, lors de la présentation de ses vœux, le SYTRAL exprime la volonté de fusionner au 1er janvier 2015, jour de la création de la métropole de Lyon, avec le Syndicat mixte des transports du Rhône crée en 2013. Ce nouveau syndicat provisoirement nommé « SYTRAL N » reprendrait alors la gestion des réseaux urbains TCL de la métropole de Lyon et Libellule de Villefranche-sur-Saône ainsi que le réseau interurbain des cars du Rhône, avec l'objectif à terme d'unifier la tarification des trois réseaux et une harmonisation des offres de transport,,.
Le 27 octobre 2014, le Syndicat mixte des transports du Rhône décide de se dissoudre et d'adhérer au SYTRAL au 1er janvier 2015. Du côté du SYTRAL, cette fusion est approuvée par le comité syndical durant la séance du comité syndical du 26 novembre 2014, il est décidé comme prévu début 2014 que le SYTRAL reprend la gestion des réseaux Les cars du Rhône et Libellule, intègre la communauté de communes de l'Est lyonnais au périmètre du réseau TCL et reprend la concession de la ligne Rhônexpress,,,.
Les statuts du SYTRAL sont modifiés par un arrêté préfectoral le 19 décembre 2014. À compter du 1er janvier 2015, adhèrent au syndicat la métropole de Lyon, le département du Rhône, la communauté d'agglomération Villefranche-Beaujolais-Saône, la communauté de communes de l'Est Lyonnais, les communes de Brindas, Chaponost, Grézieu-la-Varenne, Messimy, Sainte-Consorce, et Thurins. Un autre arrêté préfectoral pris à la même date étend les périmètres de transports urbains sur lesquels le SYTRAL est compétent à compter du 1er janvier et qui couvrent la métropole de Lyon, la communauté d'agglomération Villefranche-Beaujolais-Saône, la communauté de communes de l'Est lyonnais, ainsi que les communes de Brindas, Chaponost, Grézieu-la-Varenne, Messimy, Sainte-Consorce, et Thurins.
L'évolution des compétences du SYTRAL entraîne la dissolution du Syndicat mixte des transports du Rhône dont il récupère l'essentiel des compétences. La gestion du transport à la demande départemental reste toutefois une compétence du conseil départemental du Rhône jusqu'au 1er juillet 2015, date marquant la suppression de ce service,. La desserte de la communauté de communes de l'Est lyonnais est quant à elle transférée du réseau Les cars du Rhône au réseau TCL le 31 août 2015.

#### Loi NOTRe
La loi NOTRe, entrée en vigueur le 7 août 2015, inclut le transfert de la compétence transport des départements aux régions. Dans ce cadre, le SYTRAL voit à compter du 1er septembre 2017 la région Auvergne-Rhône-Alpes entrer au SYTRAL en lieu et place du conseil départemental du Rhône et, à la même date, la communauté d'agglomération de l'Ouest Rhodanien adhère à son tour.

### L'établissement public SYTRAL Mobilités
Le 1er janvier 2022, le SYTRAL devient un établissement public. A ce titre, son domaine d’action recouvre la métropole de Lyon, la quasi-totalité du département du Rhône ainsi que huit autres communes dans l'Ain et la Loire. Son nom définitif, SYTRAL Mobilités, est adopté en conseil d'administration en avril 2022.

## Logos

Ancien logo du SYTRAL de 1985 à 2002.
Ancien logo du SYTRAL de 2002 à 2008.
Ancien logo du SYTRAL de 2008 à 2014.
Ancien logo du SYTRAL de 2015 à 2021.
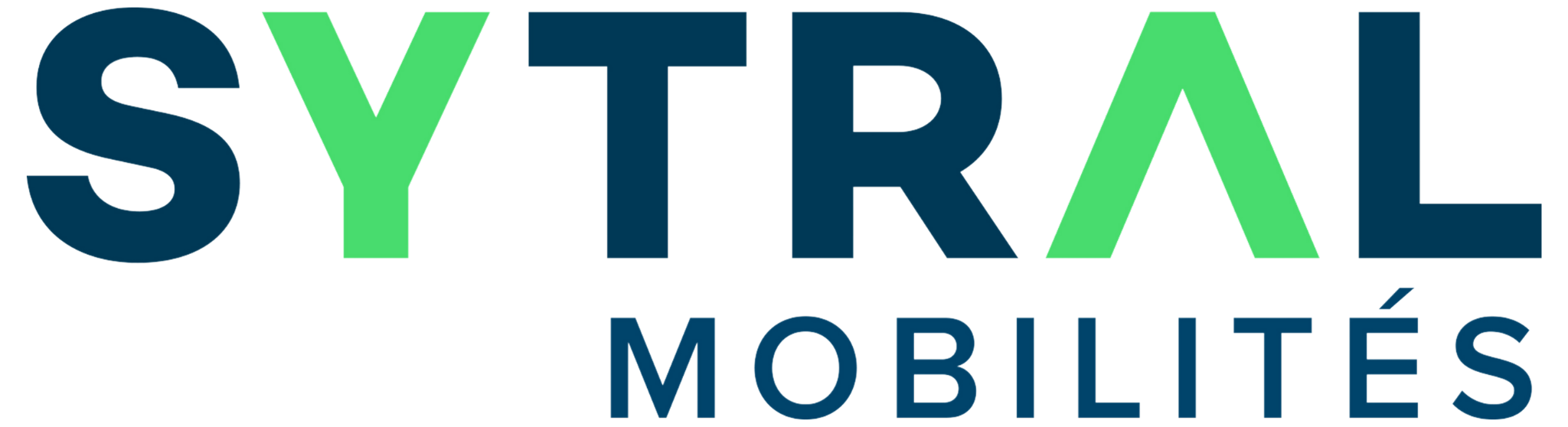
Logo de SYTRAL Mobilités à partir du 7 avril 2022.

## Réseaux
- Les cars du Rhône
- TCL et Optibus

Carte des périmètres de transport en 2017. Sont indiqués, en hachuré, les autres réseaux dépendant d'une autorité organisatrice de la mobilité autre que le SYTRAL et desservant une ou plusieurs communes du Rhône.
Les cars du Rhône
TCL et Optibus
Libellule
CORUS (Hors SYTRAL)
L'va (Hors SYTRAL)

Carte des zones de tarification du réseau unifié TCL au 1er septembre 2025.
Zone 1
Zone 2
Zone 3
Zone 4
Zone 4 (hors département ou métropole)
Zone 5

SYTRAL Mobilités est propriétaire de l'ensemble des équipements des réseaux, à l'exception du matériel roulant des cars du Rhône qui est fourni et entretenu par les entreprises délégataires, et des équipements de Rhônexpress qui sont propriété du concessionnaire. De même, les différentes marques commerciales de ces réseaux, à l'exception de Rhônexpress, sont la propriété de SYTRAL Mobilités. 
SYTRAL Mobilités délègue l'exploitation de ses réseaux par le biais de plusieurs délégations de service public : aux sociétés Keolis Lyon et Cars Berthelet pour le réseau TCL, et Keolis PMR Rhône, filiale du groupe Keolis,  Optibus. Transdev Villefranche Beaujolais, pour le réseau Libellule. L'exploitation du réseau des Cars du Rhône est déléguée à quatre transporteurs qui fournissent le personnel et le matériel roulant : Keolis Autocars Planche, Berthelet, Autocars Maisonneuve, Transdev Rhône-Alpes. 
Le service Rhônexpress est, lui, attribué à Transdev jusqu'en 2022.
Un réseau unifié, appelé TCL, sera mis en place à partir de septembre 2025.

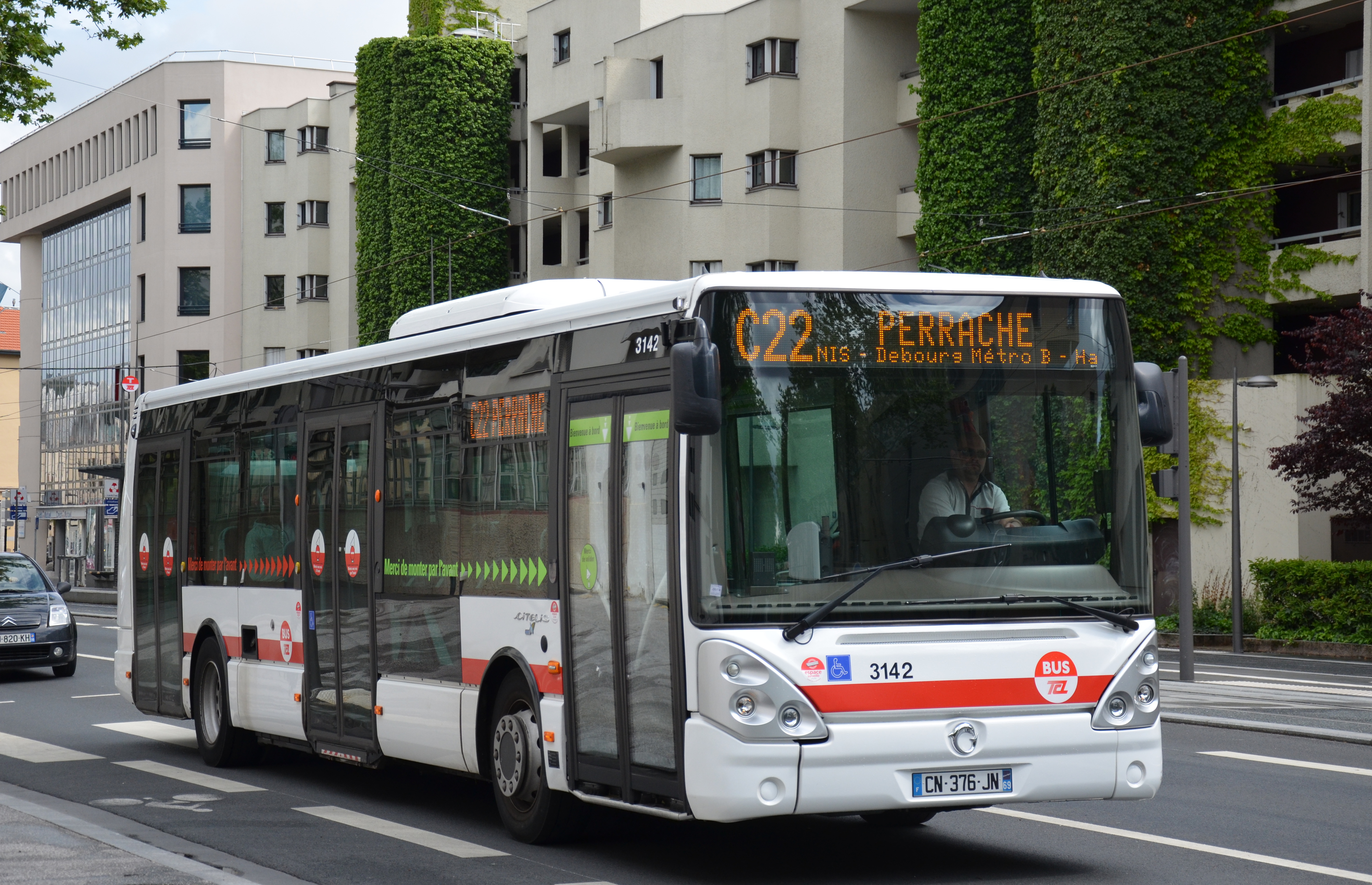
Transports en commun lyonnais
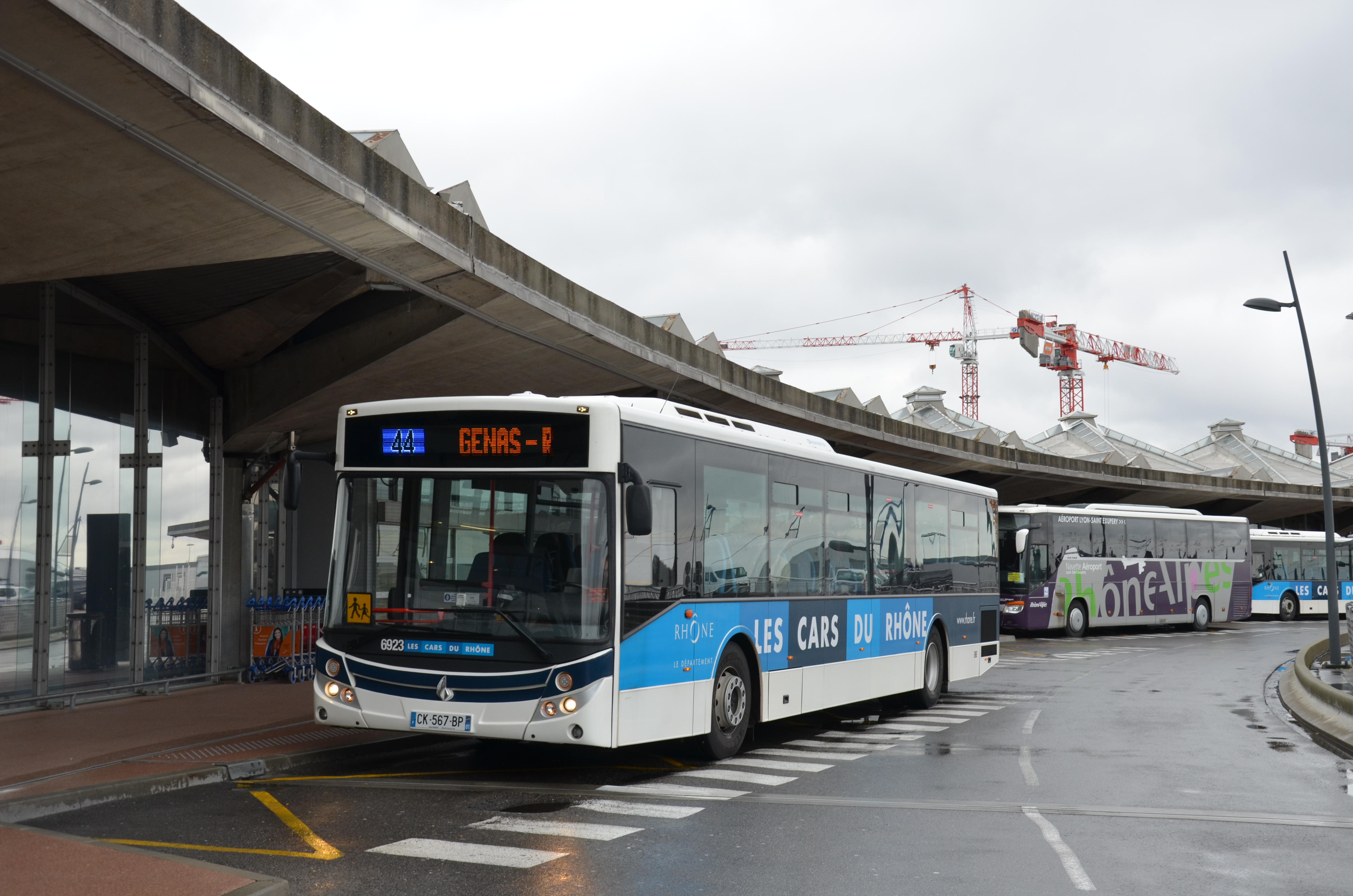
Les cars du Rhône
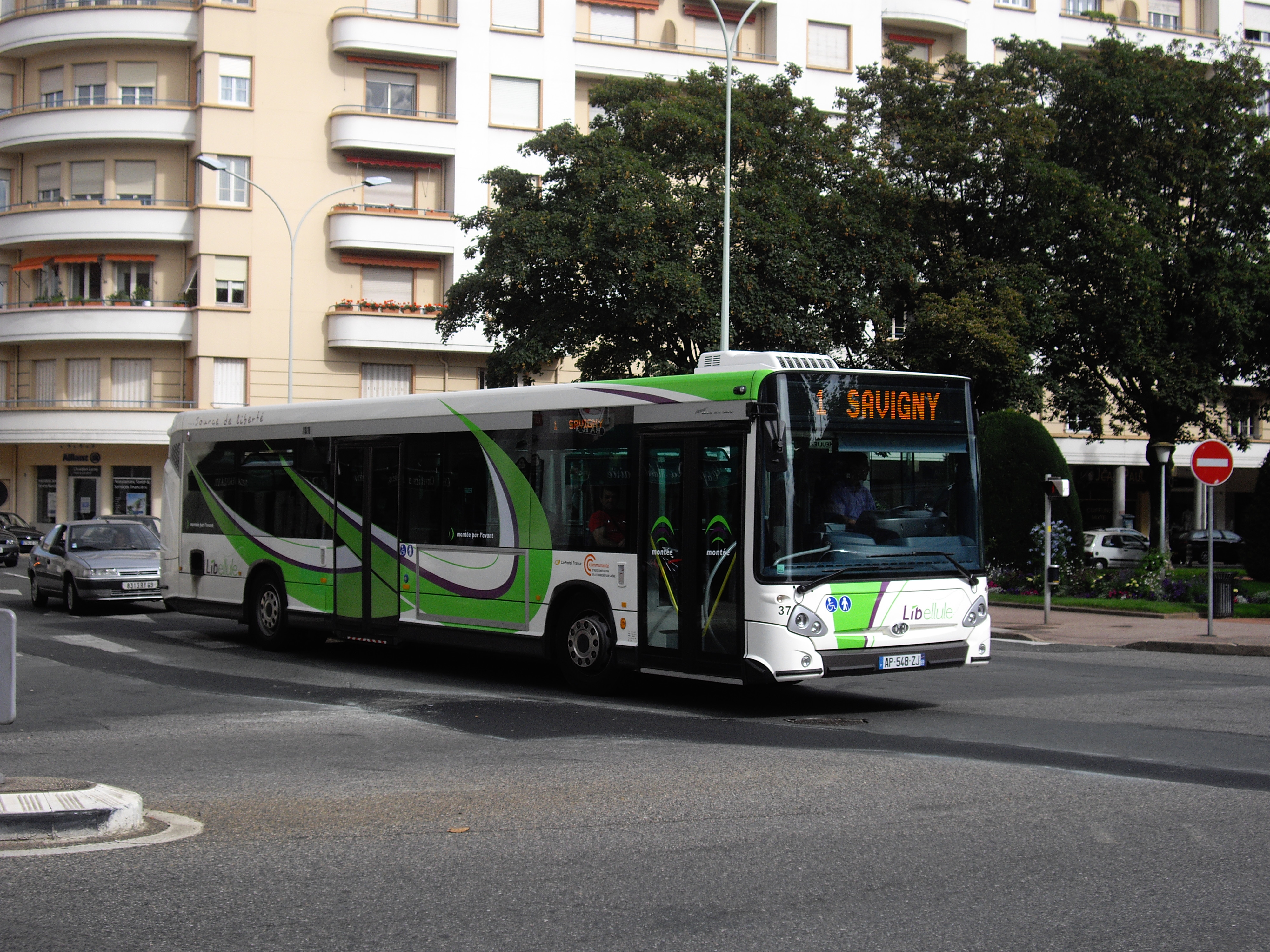
Libellule
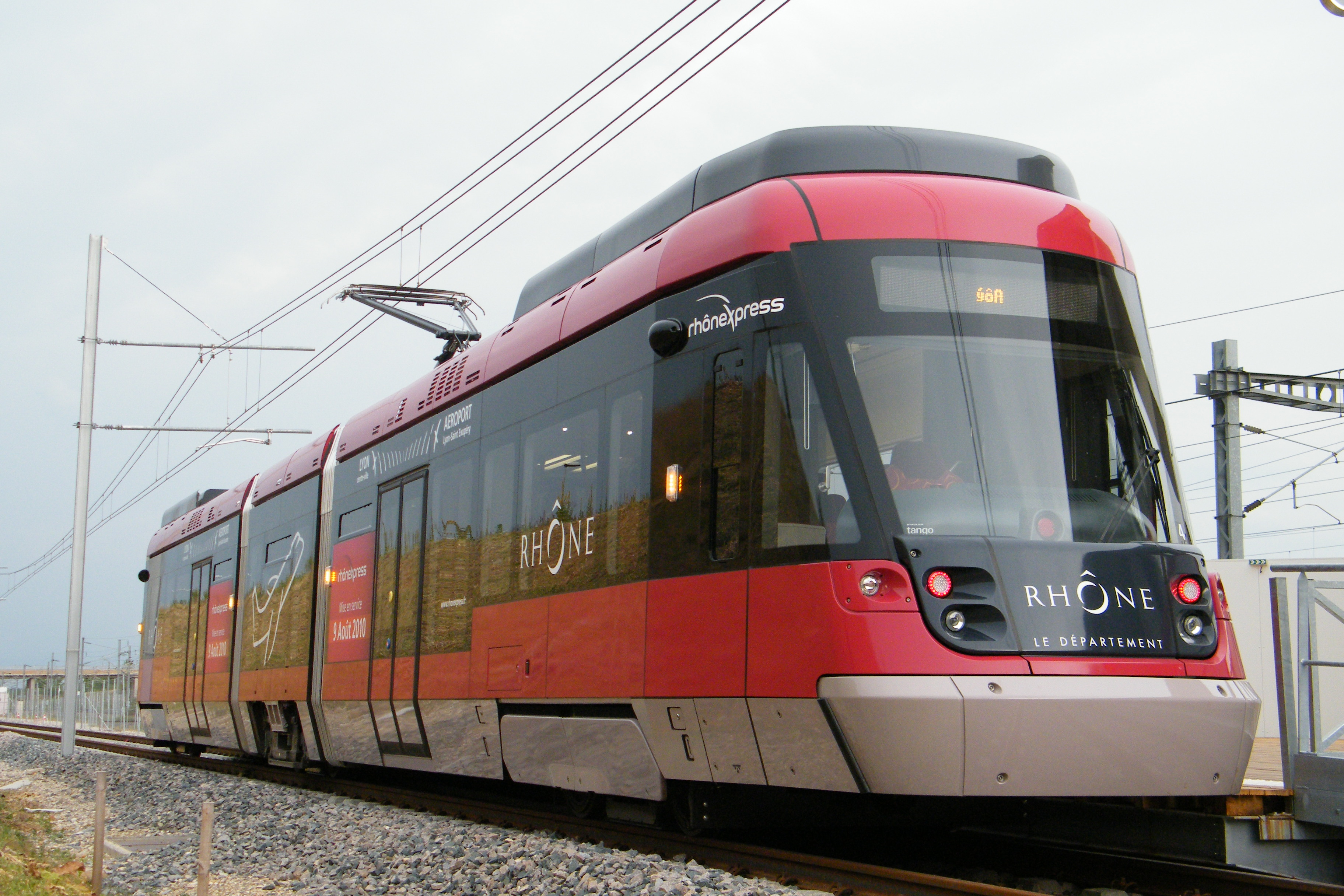
Rhônexpress

### Réseaux urbains
Le périmètre de transport urbain autour de Lyon (comprenant antérieurement les communes de la métropole de Lyon, anciennement communauté urbaine de Lyon, ainsi que Brindas, Chaponost, Grézieu-la-Varenne, Messimy, Sainte-Consorce et Thurins) est agrandi à la communauté de communes de l'Est lyonnais. Le SYTRAL est l'autorité organisatrice de transport urbain du réseau urbain couvrant ce périmètre.
En outre, le périmètre de transport urbain autour de Villefranche-sur-Saône (comprenant antérieurement les communes d'Arnas, de Gleizé, de Jassans-Riottier (Ain), de Limas et de Villefranche-sur-Saône) est agrandi à l'ensemble de la communauté d'agglomération Villefranche-Beaujolais-Saône. Le SYTRAL est l'autorité organisatrice de transport urbain du réseau urbain couvrant ce périmètre, dont le Syndicat mixte des transports du Rhône (SMTR) était antérieurement l'autorité organisatrice de transport urbain. l'absorption du SMTR par le SYTRAL fait que ce dernier devient l'autorité organisatrice de transport urbain sur ce périmètre.

#### Autour de Lyon
Après une période transitoire suivant l'absorption du SMTR par le SYTRAL au cours de laquelle les dessertes n'ont pas été modifiées afin d'assurer leur continuité, le réseau TCL et le service de transport de personnes à mobilité réduite Optibus desservent désormais la communauté de communes de l'Est lyonnais. Le périmètre de transport urbain autour de la métropole se compose des 73 communes au 31 août 2015.

#### Autour de Villefranche-sur-Saône
En outre, et aussi après une période transitoire suivant l'absorption du SMTR par le SYTRAL au cours de laquelle les dessertes ne devraient pas être modifiées afin d'assurer leur continuité, le réseau Libellule dessert l'ensemble de l'agglomération caladoise, dont une situé dans l'Ain. Le périmètre de transport urbain autour de Villefranche-sur-Saône se compose des 20 communes. :

### Réseaux interurbains
En dehors des périmètre de transport urbain, le SYTRAL devient autorité organisatrice de transports du réseau départemental, en se substituant au SMTR dont Les cars du Rhône desservent 188 communes situés en dehors des périmètres de transport urbain .

### Autres
SYTRAL Mobilités est l'autorité concédante de la ligne de tramway Rhônexpress reliant la gare de Lyon-Part-Dieu à la gare et aéroport de Lyon-Saint-Exupéry en lieu et place du conseil général du Rhône initialement.

## Missions et organisation

### Composition
SYTRAL Mobilités associe depuis le 1er janvier 2022 la métropole de Lyon, la région Auvergne-Rhône-Alpes, les communautés d’agglomération Villefranche Beaujolais Saône et de l’Ouest Rhodanien, ainsi que  l'ensemble des communautés de communes dont le chef-lieu est situé dans le département du Rhône. Le périmètre de l'établissement public inclut ainsi la commune de Jassans-Riottier (Ain), les communes de Châtelus, Chevières, Grammond, Maringes, Saint-Denis-sur-Coise, Viricelles et Virigneux (Loire) mais pas la région de Condrieu (qui fait partie de Vienne Condrieu Agglomération). 
Il porte de nouvelles missions de coordination, d’information multimodale et de planification de l’ensemble des mobilités à l’échelle de son territoire.
Il conserve sa mission initiale d’autorité organisatrice des transports publics réguliers, des transports publics à la demande, des services de transports scolaires et de la liaison express entre Lyon et l’aéroport Lyon Saint-Exupéry, à l’échelle d’un bassin de mobilité élargi comprenant 13 collectivités du Rhône, desservant 262 communes sur un territoire de plus 1,8 million d’habitants.
Depuis le 1er janvier 2013, SYTRAL Mobilités est membre du Syndicat des mobilités des territoires de l'aire métropolitaine lyonnaise (SMT AML). Ce syndicat regroupe la région Auvergne-Rhône-Alpes, SYTRAL Mobilités, Saint-Étienne Métropole, la CAPI,Vienne Condrieu Agglomération et les communautés de communes de Miribel et du Plateau et de la Côtière à Montluel. Il a pour missions principales de coordonner les services de mobilité organisés par ses membres, de mettre en place une tarification unique ou unifiée sur son périmètre ainsi qu'un système d'information multimodale. Ses membres peuvent lui confier notamment l'organisation de services de transports réguliers et à la demande, ainsi toute action concourant à l'intermodalité et à la mobilité durable.

### Compétences
Les statuts de SYTRAL Mobilités définissant son périmètre d'intervention, son mode de gouvernance et la répartition des charges entre les collectivités adhérentes ont été définis par l'Ordonnance n° 2021-408 du 8 avril 2021 relative à l'autorité organisatrice des mobilités des territoires lyonnais.
Ces statuts définissent ainsi les compétences et missions de SYTRAL Mobilités qui sont :
- Organiser des services réguliers de transport public de personnes
- Organiser des services à la demande de transport public de personnes
- Organiser des services de transport scolaire
- Organiser la liaison ferroviaire express entre Lyon et l'aéroport Saint-Exupéry
- Assurer la planification, le suivi et l'évaluation de sa politique de mobilité
- Élaborer le Plan de Mobilité.
- Contribuer aux objectifs de lutte contre le changement climatique, la pollution de l'air, la pollution sonore et l'étalement urbain.
- Coordonner les services de mobilité organisés sur son ressort territorial et mettre en place un système d'information à l'intention des usagers portant sur l'ensemble des modes de déplacement et de tarification coordonnée
- Veiller à ce que ce service d'information réponde à des exigences d'accessibilité aux personnes handicapées

### Politique et administration
SYTRAL Mobilités est géré par son Conseil d'administration, composé de 38 élus et d'autant de suppléants, par les collectivités qui composent l'établissement public,. Ceux-ci sont nommés pour la durée de leur mandat au sein des collectivités qui les nomment, et sont renouvelés (ou maintenus) après chaque élections des conseillers communautaires, métropolitains ou départementaux.
Le conseil d'administration est l'instance décisionnaire de SYTRAL Mobilités. Les grandes orientations sont votées par délibération lors de séances qui ont lieu chaque mois. et après chaque élection il élit son bureau exécutif, composé de 20 membres issus du Conseil d'administration, qui définit et prépare les décisions les plus importantes qui seront ensuite soumises au vote des membres du Conseil d'administration. Le bureau, ainsi que le président et les vice-présidents, sont élus après chaque renouvellement des assemblées délibérantes des collectivités composant le syndicat.
L'arrêté préfectoral du 19 décembre 2014 portant entre autres sur la représentation des membres est modifié à la suite d'une décision du Comité syndical du 19 mars 2015 afin d'en améliorer la représentativité et créée un poste de vice-président délégué élu en sa qualité de conseiller métropolitain et la désignation d'un suppléant pour chaque titulaire et pouvant ainsi siéger à sa place en cas d'empêchement,.
À la suite de l'invalidation des élections municipales de Vénissieux par le Conseil d'État le 4 février 2015, Bernard Rivalta quitte ses fonctions de président du SYTRAL et renonce à se représenter. Le même jour, le comité syndical procède à l'élection du nouveau président entre deux candidats, Gérard Collomb, maire de Lyon et Christophe Quiniou, conseiller de la métropole de Lyon. Gérard Collomb est élu par 20 voix contre cinq, plus un vote blanc et une abstention. Georges Barriol, conseiller général du Rhône, est ensuite élu 1er vice-président, avec 24 voix,. Bernard Rivalta étant absent sur les listes pour l'élection municipale partielle de Vénissieux et Gérard Collomb ne souhaitant pas prolonger ce mandat, deux noms sont évoqués pour lui succéder : Jérôme Sturla, ancien maire de Décines-Charpieu, et Thierry Philip, maire du 3e arrondissement de Lyon et frère de Christian Philip (président de 1995 à 2001), ce dernier n’accepterait le poste à l'unique condition que Bernard Rivalta ne devienne pas salarié du SYTRAL. Mais les deux déclinent l'offre et l'intérim reste assuré jusqu'au 11 juin suivant où, durant le comité syndical, la maire PS de Bron Annie Guillemot est élue présidente par 21 voix sur 28 et 7 votes blancs ou nuls, son seul adversaire, le maire UMP de Francheville Michel Rantonnet s'étant retiré,,.
D'octobre 2017 à septembre 2020, Fouziya Bouzerda occupe la présidence du SYTRAL.
Le 7 septembre 2020, Bruno Bernard prend la présidence du SYTRAL.
Le SYTRAL emploie 140 agents, fonctionnaires ou contractuels, aux compétences diverses et complémentaires, et qui travaillent tous à la préparation des délibérations du SYTRAL puis à leur mise en œuvre quand elles ont été adoptées.

#### Structure en 2022

##### L'exécutif
Mercredi 26 janvier 2022, le nouveau conseil d’administration a procédé à l’élection de ses vice-présidents, des membres du bureau exécutif ainsi que des membres des différentes commissions et des représentants au sein de divers organismes extérieurs.
Les 31 élus du Sytral :
- 23 élus de la Métropole,
- 4 élus de la Région Auvergne-Rhône-Alpes,
- 1 élu pour les communes de Brindas, Chaponost, Grezieu la Varenne, Messimy, Sainte Consorce et Thurins,
- 1 élu de la Communauté d’agglomération Villefranche/Beaujolais/Saône (CAVBS)
- 1 élu de la Communauté de Communes de L’Est Lyonnais (CCEL)
- 1 élu de la Communauté d’agglomération de l’Ouest Rhodanien (COR)

#### Liste des présidents du STCRL puis du SYTRAL
Note : Au temps du STCRL, et à l'exception de la période 1983-1985, le président était le préfet du Rhône.
| Période | Période  | Identité                     | Étiquette | Qualité                                                                      |
| ------- | -------- | ---------------------------- | --------- | ---------------------------------------------------------------------------- |
| 1942    | 1944     | Alexandre Angeli             |           | Préfet du Rhône et préfet régional de Lyon                                   |
| 1944    | 1944     | Édouard Bonnefoy             |           | Préfet du Rhône et préfet régional de Lyon                                   |
| 1944    | 1944     | André Boutemy                |           | Préfet du Rhône et préfet régional de Lyon                                   |
| 1944    | 1946     | Henri Longchambon            |           | Préfet du Rhône et commissaire de la République                              |
| 1946    | 1947     | Marcel Grégoire              |           | Préfet du Rhône                                                              |
| 1947    | 1949     | Pierre Bertaux               |           | Préfet du Rhône                                                              |
| 1949    | 1957     | Pierre Massenet              |           | Préfet du Rhône                                                              |
| 1957    | 1966     | Roger Ricard                 |           | Préfet du Rhône et de la région Rhône-Alpes                                  |
| 1966    | 1972     | Max Moulins                  |           | Préfet du Rhône et de la région Rhône-Alpes                                  |
| 1972    | 1974     | Jacques Pélissier            |           | Préfet du Rhône et de la région Rhône-Alpes                                  |
| 1974    | 1978     | Pierre Doueil                |           | Préfet du Rhône et de la région Rhône-Alpes                                  |
| 1978    | 1983     | Olivier Philip               |           | Préfet du Rhône et de la région Rhône-Alpes                                  |
| 1983    | 1989     | Frédéric Dugoujon            | UDF       | Conseiller général du Rhône Premier président du SYTRAL (à partir de 1985)   |
| 1989    | 1995     | Jean Rigaud                  | UDF       | Maire d'Écully Vice-président de la communauté urbaine de Lyon               |
| 1995    | 2001     | Christian Philip             | RPR       | Premier adjoint au maire de Lyon Conseiller municipal du 7e arrondissement   |
| 2001    | 2015     | Bernard Rivalta              | PS        | Conseiller municipal de Villeurbanne puis de Vénissieux                      |
| 2015    | 2015     | Gérard Collomb (par intérim) | PS        | Maire de Lyon Président du conseil de la métropole de Lyon Sénateur du Rhône |
| 2015    | 2017     | Annie Guillemot              | PS        | 5e vice-présidente de la métropole de Lyon Sénatrice du Rhône                |
| 2017    | 2020     | Fouziya Bouzerda             | PS        | 2e vice-présidente de la métropole de Lyon                                   |
| 2020    | En cours | Bruno Bernard                | EELV      | Président de la métropole de Lyon                                            |

### Réseaux et services de SYTRAL Mobilités
- Transports en commun lyonnais
- Les cars du Rhône
- Réseau Libellule à Villefranche-sur-Saône
- Optibus